# Kujnik (Bresztovác)
Kujnik (1910 és 1981 között Kujnik Požeški) falu Horvátországban Pozsega-Szlavónia megyében. Közigazgatásilag Bresztováchoz tartozik.

## Fekvése
Pozsegától légvonalban 15, közúton 17 km-re, községközpontjától légvonalban 10, közúton 11 km-re északnyugatra, Szlavónia középső részén, a Pakrácról Pozsegára menő főút mentén, Orjava és Pasikovci között, az Orljava jobb partján fekszik.

## Története
A település feltehetően már a középkorban is létezett. 1422-ben a közeli Orjava várának tartozékai között említenek egy „Kohniak”  nevű települést, mely a mai Kujnikkal lehet azonos.
A török uralom idején Boszniából érkezett pravoszláv vlachok telepedtek meg itt. 1698-ban „Kunyk” néven 6 portával szerepel a török uralom alól felszabadított szlavóniai települések összeírásában. Az első katonai felmérés térképén „Dorf Kuinik” néven látható. Lipszky János 1808-ban Budán kiadott repertóriumában „Kujnik” néven szerepel. Nagy Lajos 1829-ben kiadott művében „Kujnik” néven 23 házzal és 192 ortodox vallású lakossal találjuk. 1857-ben 155, 1910-ben 199 lakosa volt. 1910-ben a népszámlálás adatai szerint lakosságának 99%-a szerb anyanyelvű volt. Pozsega vármegye Pozsegai járásának része volt. Az első világháború után 1918-ban az új szerb-horvát-szlovén állam, majd később (1929-ben) Jugoszlávia része lett. 1991-ben teljes lakosságának 92%-a szerb nemzetiségű volt. 2011-ben 22 lakosa volt.

## Lakossága
| Lakosság változása | Lakosság változása | Lakosság változása | Lakosság változása | Lakosság változása | Lakosság változása | Lakosság változása | Lakosság változása | Lakosság változása | Lakosság változása | Lakosság változása | Lakosság változása | Lakosság változása | Lakosság változása | Lakosság változása | Lakosság változása |
| ------------------ | ------------------ | ------------------ | ------------------ | ------------------ | ------------------ | ------------------ | ------------------ | ------------------ | ------------------ | ------------------ | ------------------ | ------------------ | ------------------ | ------------------ | ------------------ |
| 1857               | 1869               | 1880               | 1890               | 1900               | 1910               | 1921               | 1931               | 1948               | 1953               | 1961               | 1971               | 1981               | 1991               | 2001               | 2011               |
| 155                | 156                | 153                | 175                | 164                | 199                | 201                | 192                | 131                | 134                | 133                | 118                | 95                 | 83                 | 21                 | 22                 |